# Opuntia ammophila
Opuntia ammophila ist eine Pflanzenart in der Gattung der Opuntien (Opuntia) aus der Familie der Kakteengewächse (Cactaceae). Das Artepitheton ammophila leitet sich von den griechischen Worten ammos für ‚Sand‘ sowie philos für ‚Freund‘ ab und verweist auf das bevorzugte sandige Habitat der Art.

## Beschreibung
Opuntia ammophila wächst strauchig mit wenigen verzweigten, ausgebreiteten Zweigen, ist mehr oder weniger aufrecht und erreicht Wuchshöhen von 1 bis 2 Meter. Es wird ein auffälliger Stamm ausgebildet. Die hellgrünen, verlängerten bis schmal elliptischen oder verkehrt eiförmigen Triebabschnitte sind 3,8 bis 17,2 Zentimeter lang und 3,8 bis 6 Zentimeter breit. Die darauf befindlichen Blattrudimente sind verlängert konisch, die zahlreichen Areolen auffällig und die Glochiden lang und dicht. Die ein bis zwei sehr schlanken, rötlichen Dornen vergrauen im Alter und sind 2 bis 6 Zentimeter lang.
Die leuchtend gelben Blüten erreichen Durchmesser von 5 bis 8 Zentimeter. Die verkehrt eiförmigen, rötlich purpurfarbenen Früchte sind 2 bis 3 Zentimeter lang.

## Verbreitung, Systematik und Gefährdung
Opuntia ammophila ist in den Vereinigten Staaten im Bundesstaat Florida auf Sanddünen in einem Gebiet von 24.400 km² verbreitet.
Die Erstbeschreibung erfolgte 1919 durch John Kunkel Small. Nomenklatorische Synonyme sind  Opuntia compressa var. ammophila (Small) L.D.Benson (1969, unkorrekter Name ICBN-Artikel 11.4) und Opuntia humifusa var. ammophila (Small) L.D.Benson (1976).
In der Roten Liste gefährdeter Arten der IUCN wird die Art als „Least Concern (LC)“, d. h. als nicht gefährdet geführt. Die Entwicklung der Populationen wird als stabil angesehen.

## Nachweise